# La Terre volée
La Terre volée (The Stolen Earth) est le 12e et avant-dernier épisode de la quatrième saison de la deuxième série de la série télévisée de science-fiction britannique Doctor Who. Étant la dernière saison complète ayant pour producteur Russell T Davies, elle se termine sur un gigantesque crossover de la série avec ses séries dérivées Torchwood et The Sarah Jane Adventures. Cette histoire se conclut durant l'épisode La Fin du voyage.

## Accroche
Alertés par le message de Rose Tyler, le Docteur et Donna se rendent sur la Terre au temps présent grâce au TARDIS, juste à temps pour assister à la disparition de la planète. À l’autre bout de l’univers, où la Terre a été transportée parmi 26 autres planètes. Martha Jones au sein de UNIT, le Capitaine Jack Harkness au sein de Torchwood, Sarah Jane Smith, mais aussi Rose Tyler tentent sans succès de contacter le Docteur, le seul qui puisse les sauver de l’invasion imminente des Daleks.

## Distribution
- David Tennant : Le Docteur
- Catherine Tate : Donna Noble
- Billie Piper : Rose Tyler
- Freema Agyeman : Martha Jones
- John Barrowman : Capitaine Jack Harkness
- Elisabeth Sladen : Sarah Jane Smith
- Penelope Wilton : Harriet Jones
- Gareth David-Lloyd : Ianto Jones
- Eve Myles : Gwen Cooper
- Thomas Knight : Luke Smith
- Bernard Cribbins : Wilfred Mott
- Jacqueline King : Sylvia Noble
- Adjoa Andoh : Francine Jones
- Julian Bleach : Davros
- Michael Brandon : Général Sanchez
- Andrea Harris : Suzanne
- Lachele Carl : Trinity Wells
- Richard Dawkins : Lui-même
- Paul O'Grady : Lui-même
- Marcus Cunningham : Homme saoul
- Jason Mohammad : Journaliste
- Paul Kasey : Judoon
- Kelly Hunter : L'Architecte des Ombres
- Amy Beth Hayes : La servante albinos
- Gary Milner : Homme effrayé
- Nicholas Briggs : Voix des Daleks
- Alexander Armstrong : Mr Smith

## Résumé
Alertés par Rose Tyler, grâce aux inscriptions « Bad Wolf », le Docteur et Donna se rendent sur Terre. Cependant, au moment où ils arrivent, la Terre disparaît. Le Docteur contacte la Proclamation des Ombres, une force de police universelle, afin de la retrouver. Ensemble, ils se rendent compte que 27 mondes ne sont plus à leur emplacement initial - y compris la Terre, Adipose III, Pyrovillia et la Lune perdue de Poosh. Tous ces  mondes se sont transportés à un endroit spécifique afin de créer un motif prédéfini. Lorsque Donna mentionne la disparition des abeilles sur Terre, le Docteur suit cette piste afin de retrouver les planètes : celles-ci sont à la cascade de la méduse, une faille inter-universelle.
Une armée Dalek, dirigée par leur créateur Davros et le Dalek suprême rouge, envahissent rapidement la Terre, malgré la résistance de l'humanité. Les bases militaires, y compris le siège d'UNIT à New York et leur porte-avions Valiant, sont détruites. Davros, qui aurait péri pendant la guerre du temps, a été sauvé par Dalek Caan, qui est intervenu dans le conflit après avoir effectué un changement temporel d'urgence. Le pouvoir nécessaire pour intervenir dans cette guerre - verrouillée dans le temps, empêchant les voyageurs temporels d'intervenir, qu’a utilisé Caan a affecté sa santé mentale.
Les anciens compagnons du Docteur, le capitaine Jack Harkness, Martha Jones, Sarah Jane Smith et Rose Tyler, qui ont tous déjà eu affaire aux Daleks, se sont abrités dans divers endroits: Jack se réfugie dans la base Torchwood avec son équipe ; Martha utilise Projet Indigo, un dispositif de télé-survie hérité des Sontariens, lorsque ceux-ci voulaient échapper à UNIT, associé à la « clé d’Osterhagen », un dispositif qui active un système d'armes nucléaires défensives de dernier recours; Sarah Jane reste chez elle avec son fils Luke Smith et son superordinateur M. Smith; enfin, Rose est avec la mère et le grand-père de Donna. Ils sont tous contactés par l'ancien Premier ministre Harriet Jones à travers un «réseau à basse fréquence» secret conçu par M. Copper, un alien humanoïde qui a rencontré le Docteur dans «Voyage des Damnés» , cependant  Rose est injoignable. Ils tentent de contacter le Docteur en amplifiant le signal ; Sarah utilise le pouvoir informatique de M. Smith et Torchwood manipule la faille spatio-temporelle à Cardiff. Le Docteur et les Daleks reçoivent la transmission et tracent le signal : les Daleks tuent Harriet Jones, et le Docteur est capable de localiser la Terre dans un univers de poche temporellement désynchronisé. 
Le Docteur se déplace dans l'univers de poche et reçoit les images de ses compagnons dans le réseau à basse fréquence. Après que Davros s’approprie le signal, il se moque du Docteur et se vante  de sa propre résurrection et de sa victoire imminente, le Docteur coupe la communication et tente de rejoindre ses compagnons. Le Docteur atterrit dans la rue où Rose le cherche, elle l’aperçoit et court vers lui, mais un Dalek lui tire dessus. Jack arrive et détruit le Dalek, puis aide Rose et Donna à porter le Docteur dans le TARDIS, où celui-ci commence à se régénérer.

## Continuité
- On voit la main du Docteur dans un bocal au début de l'épisode.
- Cet épisode réutilise quatre fils rouges apparaissant en arrière-plan dans la saison :

1. La disparition de certaines planètes : Adipose 3 (Le Retour de Donna Noble), Pyrovilia (La Chute de Pompéi), la lune perdue de Poosh (Un passager de trop). Le Docteur apprend aussi avec effarement qu'on a fait disparaître Clom (L.I.N.D.A.).
2. Les réapparitions surprise de Rose Tyler que ce soit dans la rue (Le Retour de Donna Noble), par vidéo (A.T.M.O.S., première partie, Un passager de trop) ou dans un univers parallèle (Le Choix de Donna).
3. La Cascade de Méduse : Le Maître en parle dans Le Dernier Seigneur du temps et le Docteur en fait plusieurs fois référence aux cours d'autres discussions (Le Retour de Donna Noble, La Chute de Pompéi, ATMOS, Un passager de trop).
4. La disparition des abeilles : Donna trouve cela inquiétant (Le Retour de Donna Noble, Le Chant des Oods, Le Choix de Donna), et on apprend au cours de l'épisode Agatha Christie mène l'enquête que certaines d'entre elles viendraient d'une autre planète.

- On retrouve également le comique de répétition présent depuis la saison 1 à travers le personnage de Harriet Jones, qui se présente toujours de la même façon (en donnant son nom et sa fonction tout en brandissant sa carte), et la réponse qui suit presque inévitablement depuis qu'elle est devenue Premier ministre (« Oui, je sais qui vous êtes »).
- Les parents de Donna Noble disent que la dernière fois qu'elle les avait appelés elle était sur une planète appelée « Minuit » (Un passager de trop).
- On voit enfin la Proclamation de l'Ombre (Shadow Proclamation) dont le Docteur parlait dès le premier épisode de la série Rose ainsi que dans d'autres épisodes (Le Retour de Donna Noble, Londres 2012, etc.). Ceux-ci ont visiblement des guerriers Judoons (La Loi des Judoons) avec eux.
- On voit le Valiant, le vaisseau d'UNIT (« Le Dernier Seigneur du temps », « A.T.M.O.S., deuxième partie ») se faire bombarder par les Daleks.
- Le thème de Rose est utilisé à la fin de l'épisode lorsque le Docteur court vers elle.
- On apprend que le M. Copper présent dans Une croisière autour de la Terre a créé la fondation Copper qui a permis le développement du réseau à basse fréquence.

### Continuité avec leWhoniverse
- Cet épisode marque la réapparition de Davros dans la deuxième série. Sa dernière apparition avait lieu dans l'épisode de 1988 Remembrance of the Daleks.
- Dans un épisode de la seconde saison de la toute première série, les Daleks avaient déjà tenté (au 22e siècle) de voler la Terre (« The Dalek Invasion of Earth »).
- Les Seigneurs du temps avaient déplacé la Terre du futur, secrètement (The Mysterious Planet) également à l'aide d'un "Magnotron".
- Tous les personnages des séries spin-off ne pouvant être montrés, ils sont tout de même mentionnés durant l'épisode. Pour The Sarah Jane Adventures on cite Maria Jackson en vacances et Clyde Langer avec sa mère. Pour Torchwood on voit Gwen appeler Rhys Williams et elle et Ianto citent le nom de Owen Harper et de Toshiko Sato morts peu de temps auparavant en héros.
- Sarah Jane demande à M. Smith de cesser le bruit de fanfare qu'il émet lorsqu'il apparaît.
- Le Capitaine Jack Harkness félicite Sarah Jane Smith de s'être débarrassée des Slitheens (Revenge of the Slitheen et The Lost Boy).

## Production
Ce final épique en deux parties fut décidé en 2007 comme point d'orgue pour le départ des producteurs Russell T Davies, Julie Gardner et Phil Collinson. La décision fut prise de mettre Steven Moffat et Piers Wenger en tant que showrunner et producteur exécutif en 2010. Le script de l'épisode fut écrit entre le 7 et le 31 décembre 2007, et fut tourné entre février et mars 2008 et post-produit à la mi-juin 2008, seulement deux semaines avant sa diffusion.

### Premières ébauches
La Terre volée et La Fin du voyage sont le point d'orgue des quatre saisons depuis le retour du Docteur en 2005. Davies voulait que l'arc narratif de la saison comprenne « un élément qui viendrait de chaque épisode, que ce soit une personne, une phrase, une question, une planète ou un mystère qui se construirait dans l'épisode final » et que l'épisode final « trouve ses racines il y a très longtemps, avec quelques références qui le lient avec la première saison ». Plusieurs motifs trouvent ainsi des explications lors de cet épisode : la disparition des abeilles, la cascade de la méduse et la proclamation des ombres. Cet épisode est le premier cross-over géant entre Doctor Who et ses séries spin-offs Torchwood et The Sarah Jane Adventures. Pour Davies, le cross-over doit ressembler à un gosse s'amusant à faire un cross-over entre Doctor Who et l'univers de Star Wars : 

« Lorsque vous verrez cette histoire, il y aura un sens au fait que tous ces personnages soient impliqués. C'est pourtant simplement faire ce que font les gamins dans leur imagination : ce sont des experts en cross-overs. Ils ne voient pas le problème lorsqu'ils font se combattre un Dalek jouet contre un des droïdes de Star Wars. Alors pourquoi ne pas faire combattre toutes les factions de l'univers de Doctor Who ensemble ? »

— Russell T Davies, Doctor Who Magazine issue 397
L'épisode final de la quatrième saison fut étudié dès 2006. Son projet épique (incluant la menace de la destruction de la réalité et un grand nombre de guest-stars) était requis afin de compenser le peu d'épisodes de Doctor Who en 2009 et le départ imminent des producteurs Russell T Davies, Julie Gardner, et Phil Collinson entre mi-2008 et l'année 2010,,. L'histoire de l'épisode fut planifiée début 2007, lorsque Davies fit fuiter quelques projets pour la saison 4 à l'équipe de production. Dans un résumé, il décrivait ses projets pour l'histoire de la Terre volée ainsi :

« L'épisode final. Une partie du plan des Daleks prévoit que la Terre soit téléportée à l'autre bout de l'univers. Dans cet épisode, il y aura Martha, le capitaine Jack, Sarah Jane, Elton et Rose. Peut-être Jackie et Mickey. Pourrais-je avoir l'équipe de Torchwood, pour juste deux jours ? Il y aura une énorme station futuriste où des aliens de toutes races seront réunis. En images de synthèse : les Banes, les Krillitanes, les Gelths, les Isolus, tout ce qu'on aura sur l'ordinateur.
 Masques de prothèses : Judoon, Slitheen, un Graske, Moxx de Balhoon, les sœurs hospitalières, plus une nouvelle femme alien, une sorte de sage conseillère qui serait à la tête de la réunion de l'espace. Il y aura plein de coups de feu et des exterminations. Et le plus gros vaisseau spatial Dalek jamais vu - plutôt un temple des Daleks. Et le ciel de la Terre complètement changé par une fenêtre vers l'espace. Et visible de l'espace un énorme vaisseau spatial Dalek de la taille d'un système solaire ! Et il explosera ! Comme d'habitude.

Et Davros. »

— Russell T Davies, Series Four Breakdown
Donna et le capitaine de vaisseau Alonso Frame (Russell Tovey) (Le Mariage de Noël et Une croisière autour de la Terre) devaient apparaître sous forme de caméo dans La Terre volée. À l'époque il n'était pas vraiment prévu que Donna devienne la nouvelle compagne du Docteur, et Frame devait faire partie des aliens présents lors de la Proclamation des ombres dans des brouillons. La présence de Billie Piper (Rose Tyler) fut sur le point d'être annulée car le tournage devait se faire au moment de sa lune de miel en janvier 2008. Lorsqu'elle accepta le rôle de Martha Jones en 2006, Freema Agyeman, une clause de son contrat l'obligeait à apparaître lors de cet épisode final.

### Écriture
Davies commença la rédaction de La Terre volée vers le 10 décembre 2007. Il s'est longtemps demandé si Martha devait apparaître dans New York. Il comprit qu'en conséquence, il faudrait que les Daleks rasent la ville afin de détruire UNIT et décida de faire marche arrière.

« J'ai passé ma journée a me poser la question : dois-je détruire New York dans le 4.12 ? Cela serait amusant, n'est-ce pas ? L'idée m'est venue par le fait que tous les compagnons du Docteur étaient anglais. Et j'ai eu la chance d'étendre cela, de créer un monde plus grand. [...] Seulement détruire New York pose des problèmes : cela laissera d'énormes répercussions sur le reste de l'univers de Doctor Who. Il n'y a pas de bouton "Reset". Et ça me préoccupe. Dans la saison 5, il y aura des épisodes qui se passeront sur Terre à notre époque - et ça sera déjà dur à faire, car le monde a vraiment souffert. [...] Quelques e-mails ont influencé les choses définitivement, et m'ont fait penser que oui, détruire New York serait un mauvais choix. »

— Russell T Davies to Benjamin Cook, 9 December 2007.
Quelques jours après le début de l'écriture de l'épisode, il reçut un appel de Bernard Cribbins, qui proposait une scène où le personnage de Wilfred Mott tirait au paintball sur les yeux mécaniques des Daleks. Il proposait cette scène car elle faisait référence au film Dr. Who et les Daleks avec Peter Cushing et se disait que ça serait assez marrant de faire un parallèle,. La réponse du Dalek qui fait s'évaporer le paintball et répond « Ma vision n'est PAS défectueuse » - un renversement de la fameuse phrase prononcée par les Daleks lorsque ceux-ci étaient aveuglés, un défaut des Daleks qui apparaissait dès leur première apparition dans The Daleks (1963),. La réaction de Wilfried devant l'apparition de Rose, demandant un échange des armes a été ajoutée par Cribbins lors du tournage.
Les projets de Davies pour l'invasion des Daleks et la Proclamation des ombres étaient complètement différents du résultat final. Ainsi, Sarah Jane et le Capitaine Jack ne se mettaient pas à paniquer en entendant les Daleks dire « Exterminate » mais simplement en voyant leurs soucoupes volantes. Une des soucoupes devait déboucher sur Whitehall, re-détruire Big Ben et assassiner le Premier Ministre, Aubrey Fairchild,.
La Proclamation des ombres telle qu'elle était définie dans le script était une police intergalactique, occupant une « gigantesque installation, des tours de métal trônant sur des astéroïdes accrochés les uns aux autres comme dans les peintures de Roger Dean » et on devait y trouver « toutes les créatures apparues dans la série depuis le renouveau » et des apparitions de « Margareth Blaine » sous la forme d'un bébé Slitheen et un autre Raxicoricofallapatorien. On devait aussi voir une version adulte d'un Adipose sous la forme d'une créature de 5 mètres de haut. L'agitation, le trop grand nombre de monstres et la bureaucratie de la Proclamation auraient énervé le Docteur, mais serait alors arrivé Alonso Frame, (Une croisière autour de la Terre) devenu « Soldat de l'ombre » qui l'aurait aidé. Frame aurait été tué par les Daleks un peu plus tard dans l'histoire.
Une semaine après avoir écrit ces scènes, Davies dut faire de grands changements dans le script à cause de problèmes de budget et de contraintes de casting. Ainsi, Russell Tovey qui devait jouer le rôle d'Alonso Frame n'est pas disponible et est remplacé par « le chef Constable »,. La scène d'invasion de la Terre par les Daleks est changée car ça n'est absolument pas dans la « diplomatie » des Daleks de tuer un Premier Ministre. Il recycle le nom pour l'épisode Cyber Noël,. En discutant avec Cook, (un des journalistes de Doctor Who Magazine) il eut des doutes sur la Proclamation des ombres, et changea le personnage du « Chef Constable » en « L'Architecte de l'ombre ».

« Je fis machine arrière et réfléchis au problème du Chef Constable. Et son problème, c'était justement d'être lui-même, donc j'ai décidé.... que si un personnage avait à sortir des phrases clichés de la science-fiction.... cela ne pourra marcher que si elles sont prononcées par une créature de science-fiction. Je l'ai donc renommé « L'Architecte de l'ombre » j'en ai fait une albinos bizarre (solennelle, aux yeux rouges, avec d'immenses robes noires) et lui ai donné un peu de mysticisme. Pas un mysticisme d'ermite-au-fond-de-sa-cave, plus un mysticisme de créature albinos. Et elle en est devenue bien plus intéressante. »

— Russell T Davies to Benjamin Cook, 23 December 2007
Davies garda la scène à la Proclamation des Ombres en changeant juste le personnage de « l'Architecte des ombres », jusqu'en février 2008. Le Docteur devait arriver et avoir une dispute avec le Judoon : le Docteur veut que la disparition de la Terre soit une priorité, mais le Judoon insiste pour que le Docteur fasse la queue comme tout le monde pour signaler une disparition, et montre le grand nombre d'aliens présents. Le Docteur aurait gagné la dispute en surchargeant le traducteur du Judoon, ce qui lui aurait permis de s'entretenir avec l'architecte des ombres sous le nez de la plupart des habitants de l'univers. Mais le script soumis par Davies faisait exploser le budget des effets spéciaux, cette scène fut donc coupée, même si quelques acteurs avaient déjà enregistré leur texte. Le texte fut réécrit pour que le TARDIS atterrisse directement dans le bureau de « l'Architecte des ombres », avec juste quatre Judoons gardiens.
Davies écrit le passage du retour d'Harriet Jones en décembre 2007, avant même qu'il ne sache si l'actrice Penelope Wilton était disponible pour reprendre le rôle. Julie Gardner et Phil Collinson estimaient que le personnage se devait d'avoir une conclusion satisfaisante et une optique de rédemption. Après sa précédente apparition dans L'Invasion de Noël le premier Ministre avait dû démissionner à la suite d'une motion de censure après avoir ordonné la destruction du vaisseau Sycorax par Torchwood. Après avoir connu l'animosité du Docteur, il lui fallait un moyen de se faire pardonner. Davies savait que Penelope Wilton avait un planning très chargé, et a restreint son apparition à une seule scène pour mieux négocier. Si Wilton déclinait la proposition, Davies pensait la remplacer par M. Cooper (Une croisière autour de la Terre) ou Elton (L.I.N.D.A),. Finalement, Wilton accepta sans condition, car elle aurait « fait n'importe quoi pour Davies » et elle souhaitait jouer dans le dernier film produit par Phil Collinson. Collinson et Davies étaient chagrinés par la mort du personnage : Collinson « ne pouvait pas accepter l'idée de sa mort » et pensait qu'elle avait survécu à l'attaque. Quant à Davies, il dit dans le Doctor Who magazine que « lorsqu'un personnage important créé par un auteur doit mourir, c'est souvent un moment d'émotion ».
L'écriture du script par Davies a été aussi contrainte à cause d'un rhume de cerveau et des contraintes du script, il a été ennuyé d'avoir dû laisser tomber un « des dialogues qu'il mourait d'envie d'écrire ». Un emploi du temps très prenant qui l'a contraint à annuler sa participation au mariage de Billie Piper et presque à faire une croix sur le nouvel an qu'il devait passer avec son petit ami. Tous ces problèmes ont affecté la façon dont le Docteur et ses compagnons discutent ensemble. Il les effaça en les trouvant « à chier » et changeant de version régulièrement. La conversation où tous les compagnons du Docteur se mettent à parler simultanément au Docteur a été remaniée pour enlever toute mention des Daleks afin que la jovialité du Docteur dans cette scène ne paraisse pas inappropriée. À la vue du script, Cook explique qu'il vaudrait mieux que le prochain épisode soit diffusé sans trailer, sans diffusion de preview à la presse, et la publicité pour La fin du voyage ne montrait que le Docteur en train de dire « Je me régénère » et une foule de Daleks. Le script fut enfin soumis à l'approbation de la BBC le 7 janvier 2008.
L'épisode de Doctor Who Confidential qui suivait cet épisode montrait Russell T Davies expliquant chaque détail des dernières scènes. La scène où un tir d'extermination touche le Docteur, commençant sa régénération est un pastiche des fictions romanesques. La réunion entre Rose et le Docteur courant l'un vers l'autre au ralenti, se faisant arrêter par un tir de Dalek, a intensifié l'impact émotionnel que constituait les réapparitions de Rose au travers de la saison. Selon David Tennant « le Docteur ne peut jamais être heureux, surtout lorsqu'on doit écrire des cliffhangers ». L'épisode s'arrête durant la régénération, car Davies voulait créer « le plus grand et le plus excitant cliffhanger jamais vu dans Doctor Who ». Habituellement les régénérations n'arrivaient qu'en fin de saison.

### Casting
Les deux épisodes finaux contiennent un casting principal de dix-neuf acteurs différents, dont seize apparaissent dans La Terre volée.
Étant donné qu'il s'agit d'un cross-over, c'est la première fois que l'on voit dans Doctor Who Gareth David-Lloyd dans le rôle de Ianto Jones et Tommy Knight dans le rôle de Luke Smith. Eve Myles, qui était déjà apparue dans l'épisode Des morts inassouvis, apparaît pour la première fois dans le rôle de l'agent de Torchwood Gwen Cooper. L'épisode voit évidemment le retour de nombreux acteurs : Billie Piper, Freema Agyeman, Adjoa Andoh, John Barrowman, Nicholas Briggs, Elisabeth Sladen, et Penelope Wilton.
On trouve aussi le biologiste Richard Dawkins et le comédien Paul O'Grady faisant une courte apparition au travers du téléviseur de l'institut Torchwood.
O'Grady apparaît car Davies avait entendu que c'était un fan de la série, et Dawkins a été ajouté dans le script afin de montrer le type du « vieux professeur » expliquant les événements dans un talk-show. La femme de Dawkins, Lalla Ward avait joué le rôle d'une « Time Lady » du nom de Romana dans la série entre 1979 et 1981.
Andrew Bullivant, qui joue le laitier dans le pré-générique, a fait une performance satisfaisante qui lui donne le droit de jouer dans l'épisode The Temptation of Sarah Jane Smith de la série The Sarah Jane Adventures. De plus, l'acteur Julian Bleach qui interprète Davros dans cet épisode joue le rôle du Ghostmaker dans l'épisode de Torchwood Le Dernier Souffle.

### Les Daleks
Cet épisode marque la réapparition des Daleks depuis DGM : Dalek génétiquement modifié, filmé 18 mois auparavant et, entre-temps, les techniciens avaient eu du mal à se réadapter à la technique. L'inclusion des Daleks dans le cross-over permettait aussi de créer une atmosphère « chargée » pour les personnages : Jack fut tué initialement par les Daleks, Rose et Martha ont cru les avoir détruits, et Sarah était présente lors de leur création. La marionnette animée des Dalek mutants fut totalement recréée pour cet épisode, car celle qui avait été utilisée dans Dalek et À la croisée des chemins avait été infiltrée d'eau et était inutilisable.

### Tournage
La Terre volée montre pour la première fois les Daleks en extérieur depuis le retour de la série en 2005 ; mise à part la scène prégénérique, toutes les autres scènes ont été filmées de nuit. Le tournage des deux épisodes dura approximativement six semaines en 2008, entre le 18 février 2008 et le 29 mars.
Les retrouvailles du Docteur et de Rose furent filmées le 13 mars dans le centre-ville de Penarth devant une foule de 200 personnes, ; ce qui fait que la scène fut filmée, mise sur le net et se retrouva dans l'édition du lendemain du Sun. Pour Graeme Harper cette scène est mythique car retrouver ces deux personnages était le « moment le plus magique » de cet épisode.

### Post-Production
Les effets spéciaux ajoutés à l'épisode étaient environ trois fois plus nombreux que ceux que l'ont voit en fin de compte, de nombreuses scènes ont donc été réduites, seule l'attaque du Valiant est restée telle quelle.
Murray Gold composa de nombreuses musiques pour cet épisode. En lien avec les nouvelles pistes composées pour la quatrième saison, Gold réutilisa de nombreuses pistes, le leitmotiv utilisé pour Rose et Harriet Jones, le chant des Oods, et la fanfare d'apparition de M. Smith. Gold parle de ces pistes lors de la sortie de la B.O. de la saison 4.
- "Thème du Docteur [sic] saison quatre" est un arrangement orchestral et choral du motif du Docteur depuis la première saison par le BBC National Orchestra and Chorus of Wales. Le thème original étant un solo minimaliste joué par Melanie Pappenheim. Une version instrumentale de ce nouvel arrangement a été utilisée à la fin de Bibliothèque des ombres, deuxième partie lorsque le Docteur cherche à sauver le professeur River Song (Alex Kingston)[38].
- "The Greatest Story Never Told" (La plus grande histoire jamais racontée) est une piste régulièrement utilisée dans la seconde partie de la saison. Elle évoque les thèmes des "amours passés" du Docteur[38].
- "The Rueful Fate of Donna Noble" (Le triste destin de Donna Noble) est une piste apparaissant pour la première fois dans "Le Choix de Donna". Il représente la réalisation de la grande destinée de Donna et ses contreparties ("Le Choix de Donna" et "La Fin du voyage")[38].
- "Davros" est le leitmotiv du personnage éponyme. Gold voulait que Davros ait un "motif qui le souligne" pour le moment où "ses doigts... sa voix.... et son visage sortent de l'ombre". Une partie de ce thème provient de la partition pour "Un passager de trop" afin de représenter la prophétie de Dalek Caan[38].
- "The Dark and Endless Dalek Night" (La sombre et interminable nuit des Daleks) est le leitmotiv des Daleks pour les deux derniers épisodes, composé par la Chorale Nationale de BBC Wales[38].
- "A Pressing Need to Save the World" (Un besoin urgent de sauver le monde) est le réarrangement d'un thème utilisé dans la seconde saison de Torchwood ; Gold trouvait logique de le faire revenir pour l'épisode final[38].
- "Hanging on the Tablaphone" (Pendu au Tablophone) est une piste jouée sur les scènes où les compagnons du Docteur utilisent internet pour tenter de le contacter[38].

Le montage final eut lieu le 12 juin 2008. Ce jour-là, l'épisode fut officiellement annoncé par la BBC.

## Diffusion
Afin d'éviter d'éventuels spoilers, le titre ne fut livré à la presse que 16 jours avant sa diffusion, et le DVD de preview envoyé à la presse se terminait sur le Docteur se faisant tirer dessus par un Dalek, permettant de garder la surprise de la régénération finale du Docteur.

### Réception et critiques
L'épisode fut positivement reçu par le public et la critique. Le taux de satisfaction fut de 91, un score sans précédent pour un épisode de Doctor Who et un score très rare dans l'histoire de la télévision anglaise. Pour sa diffusion initiale cet épisode fut vu par 8.78 millions de téléspectateurs et fut le deuxième programme le plus regardé à la télévision anglaise cette semaine-là.
Selon les fans de Doctor Who, il s'agit d'un des meilleurs épisodes : à la suite d'un sondage fait par Doctor Who Magazine sur l'année 2008, l'épisode gagne les prix de « Meilleure histoire », « Meilleur acteur invité » pour Julian Bleach, « Meilleur monstre » pour les Daleks, « Meilleure musique » et « Meilleur méchant » pour Davros. Quant aux critiques de journaux, elles sont quasiment dithyrambiques, sauf en ce qui concerne le critique de The Independent qui considère que la série est comme « un disque rayé ».

### La "Doctor Who Fever"
Face à la régénération finale, la série connut un pic d'intérêt soudain, décrit par Paul Revoir du Daily Mail sous le nom de « Doctor Who fever » (la fièvre de Doctor Who). La régénération a amené un grand nombre de spéculations sur le nom de son remplaçant : Robert Carlyle est arrivé en tête chez les bookmakers, suivi par les acteurs James McAvoy, Jason Statham, Alan Davies, et James Nesbitt,. Dans l'article à propos de la réaction au cliffhanger, Paul Revoir sort les cinq théories les plus populaires : une régénération terminant par deux Docteurs, la révélation que toute la série n'était qu'un terrible rêve (comme dans la neuvième saison de Dallas), le Docteur incarné par une femme, une régénération sans changement, et un changement d'acteur maquillé par la BBC ayant réussi à déguiser le fait que cet épisode serait le dernier avec David Tennant dans le rôle-titre.
L'intérêt était monté encore d'un cran deux jours auparavant : Sylvester McCoy (l'acteur ayant joué le 7e Docteur), Collinson, Davies, et Agyeman furent invités sur le plateau de différents show télévisés pour en parler. Davies était le premier étonné, l'interêt suscité par le public était bien plus grand que ce qu'il espérait.

« C'est excitant.... quand vous savez que les enfants parlent de votre histoire dans la cour de récré, afin de savoir qui va vivre ou mourir dans le prochain épisode, alors je considère que c'était du bon boulot, ça devient une forme de télévision interactive : du débat, de l'amusement et du bavardage. C'est comme jouer un jeu avec le pays entier et je pense que c'est merveilleux. »

— Russell T Davies, "Struggle to keep Who secret", BBC News Online